# ثيبريروس
بلدية ثيبريروس (بالإسبانية: Cebreros) هي بلدية تقع في مقاطعة آبلة التابعة لمنطقة قشتالة وليون وسط إسبانيا.

## الديموغرافيا
يبلغ عدد سكان بلدية ثيبريروس 3.529 نسمة عام 2011 (وفقاً للمعهد الوطني للإحصاء الإسباني).
| 3.483 | 3.317 | 3.223 | 3.216 | 3.438 | 3.501 | 3.529 |

## أعلام
- خيسوس بلازكز
- أدولفو سواريث